# Eudesmia mina
Eudesmia mina är en fjärilsart som beskrevs av Guérin 1844. Eudesmia mina ingår i släktet Eudesmia och familjen björnspinnare. Inga underarter finns listade i Catalogue of Life.